# Friedrich von Hohenbühel
Friedrich Gaudenz von Hohenbühel (* 15. Oktober 1917 in Innsbruck; † 1997) war ein österreichischer Botschafter.

## Leben
Friedrich Hohenbühel ist der Sohn von Maria Kathrein von Andersill und Friedrich Karl Freiherr von Hohenbühel genannt Heufler zu Rasen (* 14. März 1880).
Er heiratete am 10. August 1952 Maximiliane Gräfin von Goëss zu Carlsberg und Moosburg (* 11. Dezember 1919).
Ihre Kinder sind:
1. Hemma Maria Margarethe Leonie von Hohenbühel (* 10. Juni 1953)
2. Maria Anna Sophie Magdalena Mechthildis Regina Christina von Hohenbühel (* 1. Juli 1954)
3. Katharina Maria Clara Rosina Pasquala von Hohenbühel (* 13. März 1956)
4. Johannes Friedrich Gaudenz Maria Zeno Bernhard Petrus Canisius Pius von Hohenbühel (* 27. April 1957)

Friedrich Gaudenz von Hohenbühel wurde von 1937 bis 1946 bei der Artillerie des Bundesheers beziehungsweise der Wehrmacht beschäftigt. Von 1946 bis 1949 arbeitete er für die Vermögenskontrolle der Military Government Upper Austria.
1950 erhielt er eine Zulassung als Rechtsanwalt. Von 1950 bis 1956 wurde er bei der österreichischen Regierung beschäftigt.
Von 1956 bis 1964 war er im Bundesministerium für europäische und internationale Angelegenheiten tätig. Von 1964 bis 1968 war er Botschafter in Jakarta, Indonesien und war bei der Regierung in Phnom Penh, Kambodscha als Botschafter akkreditiert. Von 1968 bis 1972 war er Botschafter in Santiago de Chile. Von 1972 bis 1975 leitete er die Rechtsabteilung im Außenministerium. Von 1975 bis 1978 war er Botschafter in Brasília, Brasilien.